# Cultura de Heluã
A cultura de Heluã desenvolveu-se nas proximidades do Cairo, especialmente no sítio de Heluã; possui relações com as culturas epipaleolíticas do Sinai e Levante. Sua indústria lítica baseou-se na produção de lascas, lâminas (retocadas com estilo Uchtata), micrólitos geométricos (lunados, triângulos escalenos e isósceles, segmentos circulares, microburis) e pontas heluanianas (lamelas retocadas com bordas entalhadas); a ponta heluaniana difundiu-se pelo Médio Eufrates por volta de 7 600 a.C. tendo desaparecido por volta de 6 800 a.C..